# Giro della Valle d’Aosta
Der Giro della Valle d’Aosta (französisch Tour de la Vallée d’Aoste) ist ein italienisches Etappenrennen im Straßenradsport.
Es wird seit 1962 im Aostatal über meist sechs Etappen ausgetragen. Zunächst war das Rennen Amateuren vorbehalten. Im Jahr 2006 wurde es ein Eliterennen der zweiten Kategorie der UCI Europe Tour. Seit dem Jahr 2012 sind ausschließlich Fahrer der Altersklasse U23 startberechtigt.
Viele später erfolgreiche Profis wie Ivan Gotti oder Gilberto Simoni gewannen dieses Rennen.

## Palmarès
| Jahr                         | Sieger                         | Zweiter              | Dritter                      |          |
| ---------------------------- | ------------------------------ | -------------------- | ---------------------------- | -------- |
| 1962                         | Gilberto Vendemiati            | Marcello Mugnaini    | Italo Zilioli                |          |
| 1963                         | Gianni Motta                   | Luciano Galbo        | Adriano Passuello            |          |
| 1964                         | Adriano Passuello              | Franco Bodrero       | Franco Parrini               |          |
| 1965–1966: nicht ausgetragen |                                |                      |                              |          |
| 1967                         | Arturo Pecchielan              | Antonio Fradusco     | Leopoldo Cattelan            |          |
| 1968                         | Pierfranco Vianelli            | Roberto Sorlini      | Ottavio Crepaldi             |          |
| 1969                         | Vittorio Urbani                | Giuseppe Mereghetti  | Franco Fama                  |          |
| 1970                         | Franco Baroni                  | Antonio Tavola       | Renato Martinazzo            |          |
| 1971                         | Mario Corti                    | Germano Zangrandi    | Franco Balduzzi              |          |
| 1972                         | Efrem Dall'Anese               | Alberto Bogo         | Gianbattista Baronchelli     |          |
| 1973                         | Gabriele Mirri                 | Leonardo Mazzantini  | Alfredo Chinetti             |          |
| 1974                         | Giuseppe Rodella               | Pasquale Pugliese    | Fausto Stiz                  |          |
| 1975                         | Leone Pizzini                  | Annunzio Colombo     | Alfio Vandi                  |          |
| 1976                         | Francesco Masi                 | Leonardo Mazzantini  | Giovanni Fedrigo             |          |
| 1977                         | Ennio Vanotti                  | Giuseppe Fatato      | Silvano Contini              |          |
| 1978                         | Claudio Gosetto                | Giovanni Fedrigo     | Giovanni Testolin            |          |
| 1979                         | Alessandro Paganessi           | Alberto Minetti      | Giuseppe Faraca              |          |
| 1980                         | Fabrizio Verza                 | Giovanni Fedrigo     | Giovanni Testolin            |          |
| 1981                         | Maurizio Viotto                | Franco Chioccioli    | Paul Haghedooren             |          |
| 1982                         | Stefano Tomasini               | Mario Bonzi          | Luc Wallays                  |          |
| 1983                         | Luc Wallays                    | Alberto Volpi        | Fabrizio Vannucci            |          |
| 1984                         | Flavio Giupponi                | Jørgen Vagn Pedersen | Claudio Chiappucci           |          |
| 1985                         | Stefan Brykt                   | Kjell Nilsson        | Bruno Bulić                  |          |
| 1986                         | Marco Lanteri                  | Stefano Tomasini     | Marco Votolo                 |          |
| 1987                         | Fabrice Philipot               | Gianluca Tonetti     | Marco Lanteri                |          |
| 1988                         | Enrico Zaina                   | Gianluca Tonetti     | Herbert Niederberger         |          |
| 1989                         | Ivan Gotti                     | Daniel Lanz          | Stefano Cattai               |          |
| 1990                         | Ivan Gotti                     | Fabrizio Settembrini | Wladimir Belli               |          |
| 1991                         | Wladimir Belli                 | Jacques Dufour       | Andrea Noè                   |          |
| 1992                         | Gilberto Simoni                | Leonardo Piepoli     | Vincenzo Galati              |          |
| 1993                         | Roberto Menegotto              | Rosario Fina         | Gilberto Simoni              |          |
| 1994                         | Roberto Pistore                | Dario Frigo          | Riccardo Faverio             |          |
| 1995                         | Valentino Fois                 | Stefano Faustini     | Marco Della Vedova           |          |
| 1996                         | Maurizio Vandelli              | Mauro Zanetti        | Gianluca Tonetti             |          |
| 1997                         | Devis Miorin                   | Stefano Panetta      | Angelo Lopeboselli           |          |
| 1998                         | Igor Pugaci                    | Leonardo Giordani    | Paolo Tiralongo              |          |
| 1999                         | Milan Kadlec                   | Paolo Tiralongo      | Ramon-Manuel Bianchi         |          |
| 2000                         | Jaroslaw Popowytsch            | Damiano Giannini     | Sylwester Szmyd              |          |
| 2001                         | Jaroslaw Popowytsch            | Damiano Cunego       | Maxim Smirnov                |          |
| 2002                         | Marco Marzano                  | Massimo Iannetti     | Oliver Zaugg                 |          |
| 2003                         | Marco Marzano                  | Emanuele Sella       | Oliver Zaugg                 |          |
| 2004                         | Tomaž Nose                     | Domenico Pozzovivo   | Morris Possoni               |          |
| 2005                         | Morris Possoni                 | Luigi Sestili        | Cristiano Salerno            |          |
| 2006                         | Alessandro Bisolti             | Daniel Martin        | Tom Criel                    |          |
| 2007                         | Alex Cano                      | Vincenzo Ianniello   | Mauro Finetto                |          |
| 2008                         | Michele Gaia                   | Enrico Zen           | Anatolij Pachtussow          |          |
| 2009                         | Thibaut Pinot                  | Angelo Pagani        | Jegor Silin                  |          |
| 2010                         | Pjotr Wassiljewitsch Ignatenko | Yonathan Monsalve    | Francesco Manuel Bongiorno   |          |
| 2011                         | Fabio Aru                      | Joseph Dombrowski    | Nikita Walerjewitsch Nowikow |          |
| 2012                         | Fabio Aru                      | Sergei Tschernezki   | Andrea Manfredi              |          |
| 2013                         | Davide Villella                | Davide Formolo       | Clément Chevrier             |          |
| 2014                         | Bernardo Suaza                 | Odd Christian Eiking | Manuel Senni                 |          |
| 2015                         | Robert Power                   | Laurens De Plus      | Simone Petilli               |          |
| 2016                         | Kilian Frankiny                | Enric Mas            | Mark Padun                   |          |
| 2017                         | Pavel Sivakov                  | Bjorg Lambrecht      | Michael Storer               |          |
| 2018                         | Wadim Pronski                  | Kevin Inkelaar       | Jonas Gregaard               |          |
| 2019                         | Mauri Vansevenant              | Adam Hartley         | Kevin Inkelaar               |          |
| 2020                         | abgesagt                       | abgesagt             | abgesagt                     | abgesagt |
| 2021                         | Reuben Thompson                | Gianmarco Garofoli   | Mattia Petrucci              |          |
| 2022                         | Lenny Martinez                 | Reuben Thompson      | Simone Raccani               |          |
| 2023                         | Darren Rafferty                | Alexy Faure Prost    | Isaac Del Toro               |          |
| 2024                         | Jarno Widar                    | Ilchan Dostijew      | Ludovico Crescioli           |          |